# José María Vall
José María Vall Cancer (Barcelona, España; 14 de agosto de 1939-Ibidem, 30 de junio de 2018) fue un futbolista español que se desempeñaba como centrocampista.
Tras llegar al R.C.D. Español, fue cedido durante tres temporadas al Sabadell, para después retornar al club perico hasta 1970. Finalizó su carrera en el Club de Futbol Calella y el Club Deportivo Europa.

## Clubes
| Club                                           | País   | Año       |
| ---------------------------------------------- | ------ | --------- |
| C.D. Condal                                    | España | 1957-1960 |
| Levante Unión Deportiva                        | España | 1960-1964 |
| R.C.D. Español                                 | España | 1963-1970 |
| Centre d'Esports Sabadell Futbol Club (cedido) | España | 1965-1968 |
| Club de Futbol Calella                         | España | 1970-1972 |
| Club Esportiu Europa                           | España | 1972-1973 |